# Francisco Javier González Chávez
Francisco Javier Gónzalez Chávez (Ciudad de México, México, 18 de mayo de 1959), conocido en el medio de la locución deportiva como Francisco Javier González, es un comentarista deportivo mexicano. Trabaja en TUDN (anteriormente Televisa Deportes) en donde se desempeña como director editorial y conductor del programa de televisión La Jugada, de la División de Deportes del Grupo Televisa.

## Primeros estudios
Francisco Javier González Chávez estudió contaduría pública en la Universidad La Salle.

## Trayectoria
Francisco Javier Gónzalez comenzó su carrera a los 14 años de edad, en el programa Comentando el futbol, con Chucho Domínguez. Después, pasaría a ser comentarista y conductor en Televisión Azteca, hasta su salida en el año 2001. En el 2005, formó parte del proyecto de Estadio W como vicepresidente de contenidos. En el 2009, participó en el proyecto de Televisa Deportes Network, como vicepresidente, para después convertirse en el director editorial de toda el área de deportes de Televisa en 2015, luego de la salida de Javier Alarcón.